# Kid Niki: Radical Ninja
Kid Niki: Radical Ninja, i Japan känt som Kaiketsu Yanchamaru (快傑ヤンチャ丸? lit. "The Wonderful Yanchamaru"), är ett arkadspel utvecklat och utgivet av Irem med hjälp från Ultra Games och utgivet 1986, senare utgivet utanför Japan av Data East 1987. Spelet porterades även till NES, C64 och Apple II

## Handling
Spelet utspelar sig i det feodala Japan, där Kid Niki utöver ninjutsu. Plötsligt blir en förbipasserande fågel nedskjuten med pilbåge, och landar vid hans fötter. På pilen finns ett meddelande om att Nikis flickvän, prinsessan Margo, blivit kidnappad av den elake doktor Gene. Niki ger sig av för att rädda henne.

### Fotnoter
1. 1 2  ”Kid Niki”. NES DB. 1 mars 1987. Arkiverad från originalet den 28 juni 2014. https://archive.is/20140628170729/http://www.nesdb.se/game_more.php?id=786&rid=4. Läst 28 juni 2014.